# Blaugrüne Binse
Die Blaugrüne Binse (Juncus inflexus), auch als Graugrüne Binse bezeichnet, ist eine Pflanzenart in der Gattung Binsen (Juncus) innerhalb der Familie der Binsengewächse (Juncaceae). Kennzeichnend für diese Binse ist die grau- bis blaugrüne Färbung ihrer borstlichen Stängel und Blätter.

## Beschreibung

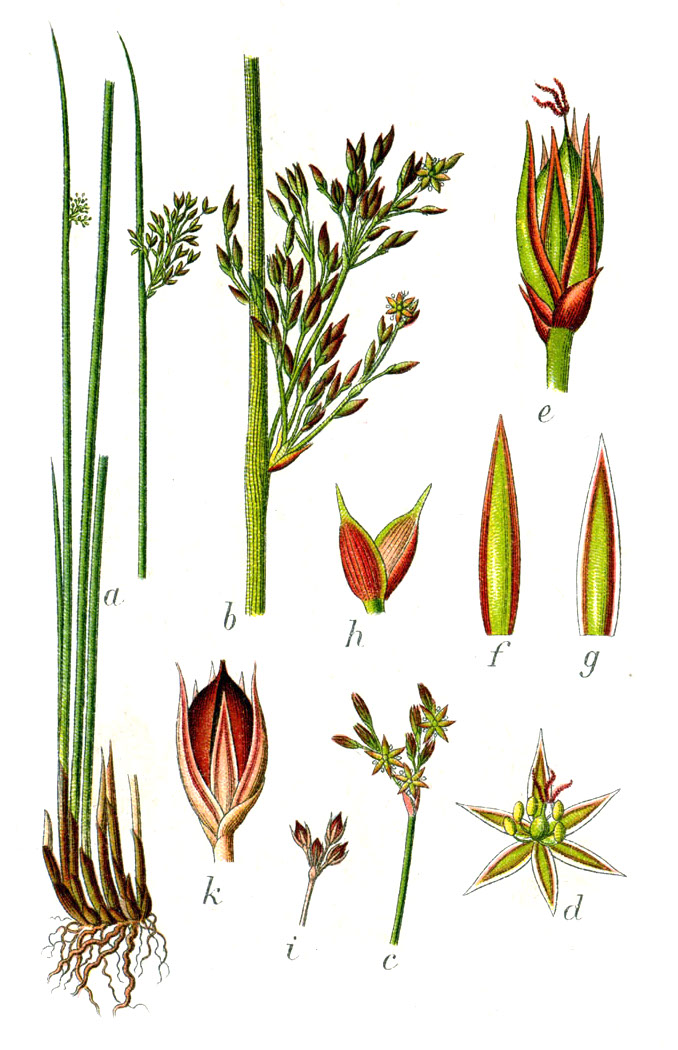
Illustration aus Sturm

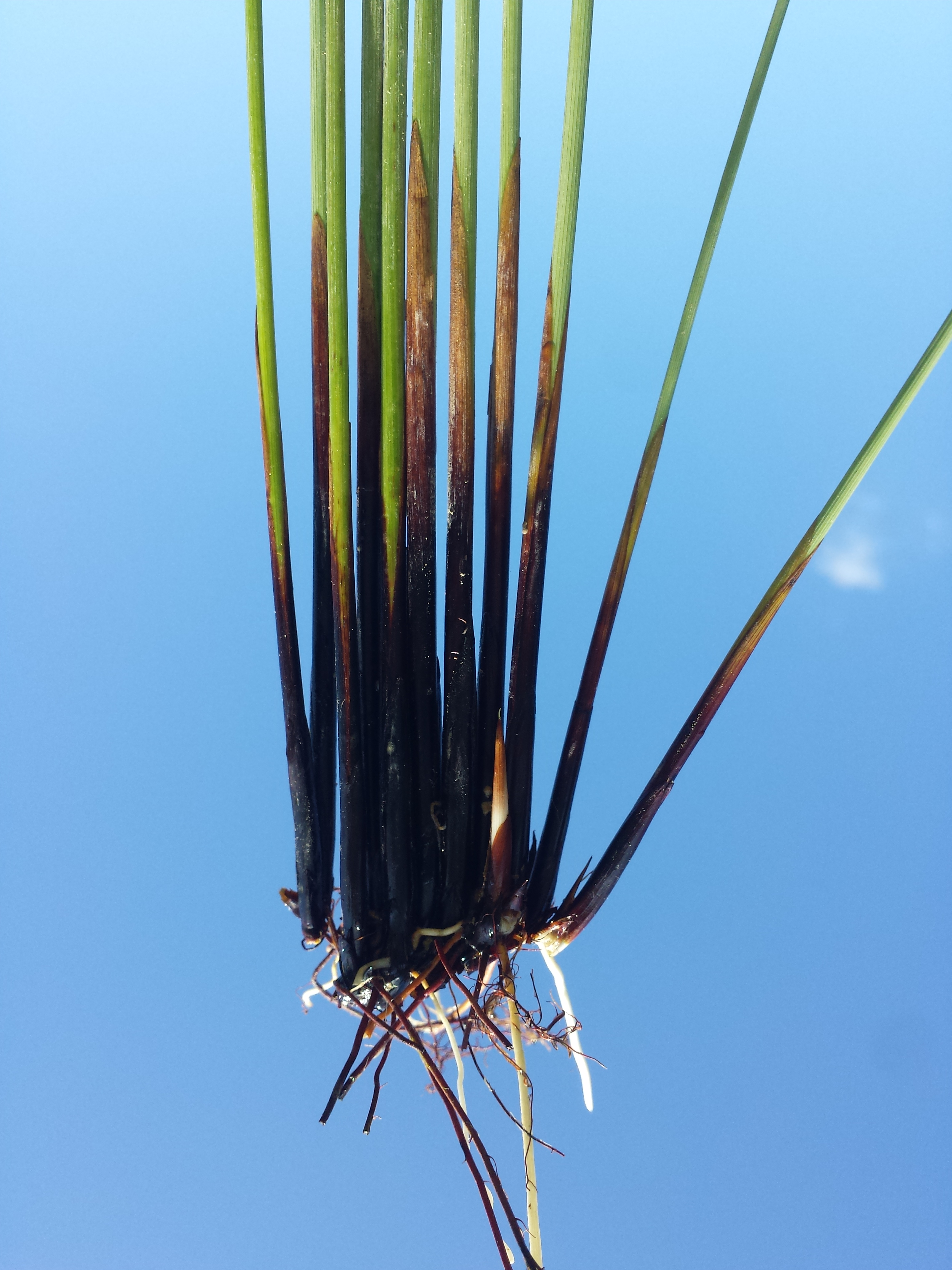
Rhizom

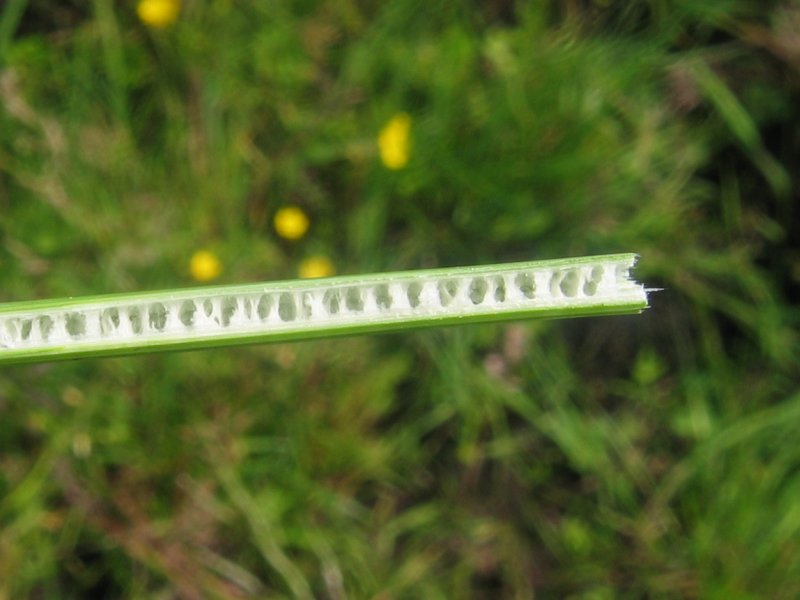
Längsschnitt des Stängels mit Mark

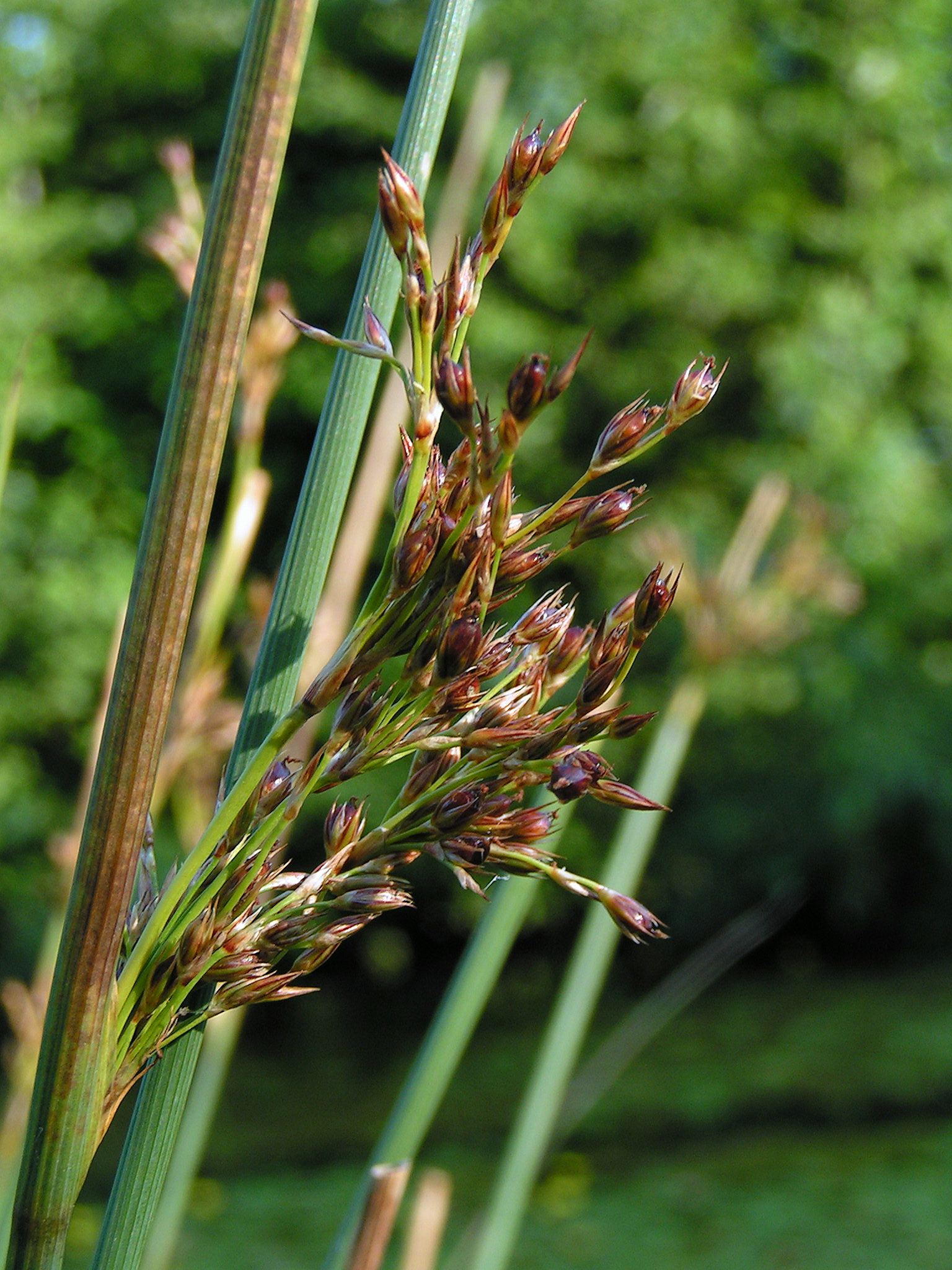
Blütenstand (Spirre)

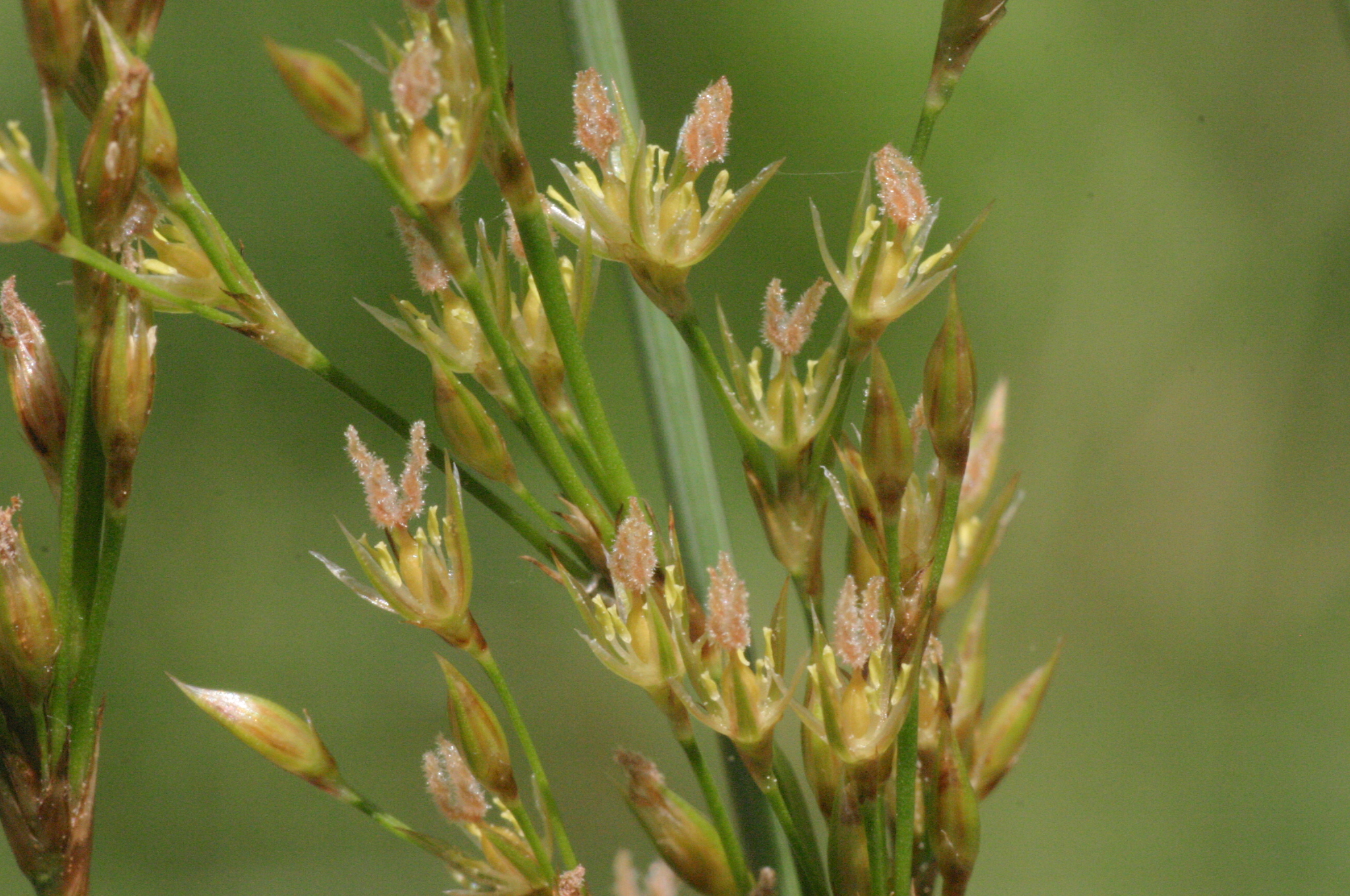
Blütenstand

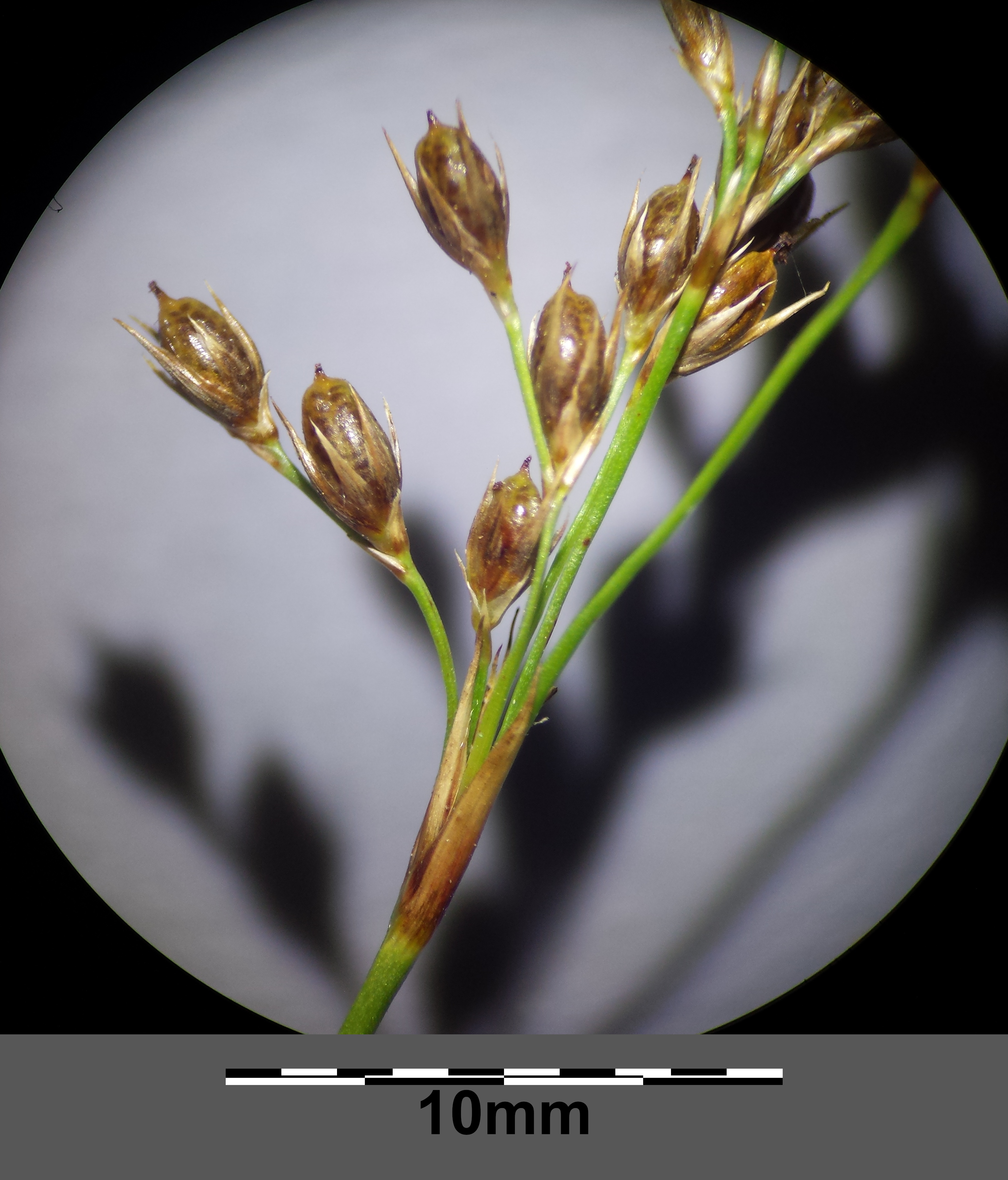
Fruchtstand

### Vegetative Merkmale
Die Blaugrüne Binse ist eine ausdauernde, krautige Pflanze. Sie erreicht eine durchschnittliche Wuchshöhe bis zu 80 Zentimetern, kann aber von 40 bis zu 120 Zentimeter hoch werden. Sie bildet dichte Horste. Die Stängelbasis ist von schwarzbraunen, glänzenden und spreitenlosen Blattscheiden umgeben. Die drehrunden grau- bis blaugrünen Stängel wachsen starr aufrecht. Sie sind besonders unter dem Blütenstand mit 12 bis 16 Längsrippen und nur mit einem den Blütenstand überragenden Blatt versehen. Daher erscheinen die Blütenstände seitenständig. Die Stängel sind von einem schwammigen, gekammerten Mark erfüllt.

### Generative Merkmale
Die Blütezeit erstreckt sich von Juni bis August. Der bis zu 5 Zentimeter lange Blütenstand ist eine lockere, vielblütige ungestielte Spirre. Die Spirrenäste werden bis 5 Zentimeter lang. Die sechs Perigonblätter werden zwischen 2,5 und 4 Millimeter lang. Sie sind schmal eiförmig und starr zugespitzt, rotbraun mit schmalem hellem Hautrand und tragen einen grünen Mittelstreifen. Die äußeren Blütenhüllblätter sind etwas länger als die inneren. Die 6 Staubblätter sind etwa halb so lang wie die Blütenhülle. Die Staubbeutel sind 0,8 bis 1 Millimeter lang und so lang oder 1,5 mal so lang wie die Staubfäden. Der Griffel ist 0,5 Millimeter lang und trägt aufrechte, 0,8 bis 1,5 Millimeter lange purpurrote Narben. Die Kapselfrucht ist dreikantig-eiförmig bis dreikantig-ellipsoidisch, stachelspitzig, 3 bis 4 Millimeter lang und überragt die Blütenhülle meist. Sie ist dunkelbraun bis kastanienbraun und glänzend. Die Samen sind schief eiförmig, rostfarben, 0,5 Millimeter lang und netzig skulpturiert.
Die Chromosomenzahl beträgt 2n = 40.

## Ökologie
Der Blattfloh Livia juncorum verursacht durch einen Stich die Bildung von dichten Blattbüscheln auch aus den Blütenständen.

## Verbreitung und Standort
Die Blaugrüne Binse ist in Europa, nach Norden bis Schottland und Schweden, verbreitet. Ferner kommen Populationen in Nord- und Südafrika sowie im gemäßigten und tropischen Asien vor. Die Binse ist in Australien, Neuseeland und Nordamerika eingebürgert. In Europa fehlt sie nur in den Ländern Norwegen, Island, Spitzbergen und Moldau und ist in Finnland ein Neophyt.
Die Blaugrüne Binse wächst in Mooren, auf feuchten Weiden, in Feuchtwiesen, an Wegrändern und in Waldschlägen auf feuchten, nährstoff- und basenreichen Lehm- und Tonböden. Sie ist eine Charakterart des Mentho-longifoliae-Juncetum -inflexi. Sie ist ein Anzeiger für Bodenverschlämmung und Staunässe.
Die ökologischen Zeigerwerte nach Landolt et al. 2010 sind in der Schweiz: Feuchtezahl F = 4w+ (sehr feucht aber stark wechselnd), Lichtzahl L = 4 (hell), Reaktionszahl R = 4 (neutral bis basisch), Temperaturzahl T = 3 (montan), Nährstoffzahl N = 4 (nährstoffreich), Kontinentalitätszahl K = 3 (subozeanisch bis subkontinental), Salztoleranz = 1 (tolerant).
In den Allgäuer Alpen steigt sie im Ziebelmoos nordwestlich Rohrmoos in Bayern in eine Höhenlage von bis zu 1420 Metern auf.

## Systematik
Die Erstbeschreibung von Juncus inflexus erfolgte 1753 durch Carl von Linné in Species Plantarum Tomus 1, S. 326. Synonyme für Juncus inflexus L. sind Juncus glaucus Sibth., Juncus glaucus Ehrh. ex G. Gaertn. & al., Juncus longicornis Bastard, Juncus elatus Steud., Agathryon inflexum (L.) Záv. Drábk. & Proćków und Juncus tenax Banks & Sol. ex Sm.
Es werden zwei Unterarten unterschieden:
- Juncus inflexus subsp. brachytepalus (Trautv. ex V.I.Krecz. & Gontsch.) Novikov (Syn.: Agathryon inflexum subsp. brachytepalum (Trautv. ex V.I.Krecz. & Gontsch.) Záv.Drábk. & Proćków) mit orangeroten unteren Blattscheiden, am Grund bis 1 cm dicken Stängeln und Kapseln, die die Blütenhülle deutlich überragen.[9] Ihr Verbreitungsgebiet reicht von Zentralasien bis Zentralchina.[8]
- Juncus inflexus L. subsp. inflexus, mit mehr oder weniger dunkel kirschroten unteren Blattscheiden, am Grund nur 3 bis 5 mm dicken Stängel und Kapselfrucht, die etwa gleich lang wie die Blütenhülle ist.[9] Ihr Verbreitungsgebiet entspricht abgesehen von Lücken in Zentralasien dem der Gesamtart.[8]